# Перепадя Анатоль Олексійович
Анато́ль Олексі́йович Перепа́дя (23 серпня 1935, Попелак  — 7 червня 2008, Київ) — український перекладач із романських мов.

## Життєпис
Анатоль Перепадя народився 23 серпня 1935 року в с. Попелак, Сиваського району на Херсонщині в учительській родині, батько Олекса Петрович  — математик, мати Єфросинія Михайлівна — біолог. Батьки вчителювали по селах, часто переїжджаючи. Десятирічку закінчував у Олександрії Кіровоградської області.
Закінчив факультет журналістики Київського університету імені Тараса Шевченка.
Перепадя почав читати європейську літературу польською або чеською мовами ще в студентстві, хоча й не вивчав тих мов. Перекладач розповідав, що на факультеті журналістики, де він навчався, йому не хотіли ставити залік із французької мови. Згодом він почав добре давати раду романським мовам.
Два роки А. Перепадя працював за фахом на Сумщині, потім дванадцять років — по київських видавництвах. Анатоля Перепадю звільнили з видавництва «Дніпро» після того, як вони із Іваном Світличним передали Івану Кошелівцю посмертний архів Василя Симоненка. А. Перепадя був одним із «буржуазних націоналістів», які викрали антирадянські вірші Василя Симоненка, яких він ніколи не друкував в Україні, й передали їх за кордон.
Останнє місце роботи — видавництво «Веселка», де 8 вересня 1971 року на восьмому томі Мопассана покинув улюблену роботу. Співпрацював з журналом «Всесвіт» як читач зарубіжних новинок, рецензент, консультант і редактор. У найважчий час від 1973 до 1987 року зоставався на творчій роботі завдяки існуванню Київського комітету літераторів. Вийшов з підвалу на Богомольця, 5 11 квітня 1989 року, заволодівши квитком члена Спілки письменників СРСР.
Вірші почав друкувати в районній газеті з 7 класу.
Як перекладач дебютував 1963 року у «Молоді» повістю «Шукачі фараонів» Мішеля Дюїно.
Відтоді А. Перепадя мав самостійно шукати замовників для перекладів творів, а в суспільстві слід було виправдовуватись, чому він є так званим «дармоїдом». Йому погрожували висилкою з Києва. Профспілкова організація «Комітет київських літераторів» запросила до себе А. Перепадю, який познайомився там з перекладачем Сергієм Борщевським, поетесою Валентиною Давиденко та всесвітньо відомим інтелектуалом Валерієм Курінським.
Перекладав українською з більшості романських мов — французької, італійської, іспанської, португальської, каталанської.
Лавреат багатьох перекладацьких премій. Зокрема Перепадя наразі єдиний двічі лавреат премії «Сковорода», яку посольство Франції в Україні присуджує за найкращий переклад, здійснений у рамках однойменної програми. Лавреат премії «Ars Translationis» — за переклад з португальської роману Жоржі Амаду «Велика пастка». Кавалер французького Ордену мистецтва й літератури та кавалер ордену Академічних пальм. Лавреат французько-української премії імені М. Зерова.
На початку червня 2008 року Анатоль Перепадя потрапив у ДТП на одній із київський вулиць. Після двох днів, проведених у комі, його серце зупинилося 7 червня 2008 року.

### Розслідування ДТП
Асоціації велосипедистів Києва стали відомі нові факти щодо розслідування обставин смерті Анатоля Перепаді. Ці факти викликають серйозні підозри щодо упередженості та суб'єктивності працівників органів МВС, які мають розслідувати смерть А. Перепаді.
Анатоль Перепадя помер у лікарні 9 червня 2008 року внаслідок численних травм, отриманих в ДТП на просп. Героїв Сталінграда в Києві, яке сталося 3 червня 2008 року.
10 червня 2008 р. Оболонське районне управління внутрішніх справ в умовах таємності ухвалило рішення не порушувати кримінальної справи за фактом смерті А. Перепаді. Підставою для відмови у порушенні кримінальної справи став рапорт, підписаний заступником начальника слідчого відділу Оболонського РУВС Заросинським О. Ю.
Попри відсутність кримінальної справи, 12 червня Асоціація велосипедистів Києва (АВК) направила листа Міністру внутрішніх справ Луценку Ю. В., в якому попросила взяти під особистий контроль розслідування кримінальних справ щодо трьох ДТП, які призвели до смерті велосипедистів у Києві з початку 2008 року та про які було відомо громадськості — серед них і справа Анатоля Перепаді. 21 червня в м. Києві було проведено громадянську акцію «Велонаїзд» з метою привернути увагу до розслідування кримінальних справ щодо загиблих велосипедистів.
Внаслідок таких проявів суспільного інтересу, 7 липня 2008 року прокуратура Оболонського району скасувала рішення про відмову у порушенні кримінальної справи щодо загибелі А. Перепаді. Того ж дня справу було порушено та негайно передано до слідчого управління ГУ МВС у м. Києві.
В офіційній довідці ДАІ Оболонського району від 30.06.2008 винуватцем ДТП проголошується сам Анатоль Перепадя. Цитата (орфографія збережена): «03.06 приблизно о 14:00 на вул. Героїв Сталінграда, е/о (електроопора — прим. АВК) 9, автомобіль ШЕВРОЛЕТ, д.н. АА 9381 ВК, під керуванням водія Хорамський Володимир Леонідович було скоєно наїзд велосипедиста Перепадя Анатолій Олексійович, 1939 р.н. Винним у ДТП є Перепадя А. О. (п.6.8., 12.1, 12.3 ПДР), який від отриманих травм помер у лікарні».
Крім того незрозумілою є ситуація щодо документування дій водія автомобіля Хорамського В. Л. одразу після скоєння ДТП. Засоби масової інформації повідомляли, що водій автомобіля не зупиняючись залишив місце пригоди, не надавши допомоги потерпілому. Ці дії (якщо вони справді мали місце) самі по собі містять ознаки злочинів, передбачених чч. 3 ст.ст. 135, 136 Кримінального кодексу та вимагають порушення кримінальної справи, а також містять ознаки правопорушення, передбаченого ст. 122-2 КпАПП. Але на сьогодні АВК нічого невідомо про наявність документальних підтверджень факту втечі водія у матеріалах кримінальної справи.

## Праці

### Переклади українською
з французької
- Бальзака — «Лілея долини» (Дніпро, 1991), «Турський священник»;
- Моріака — «Поцілунок, дарований прокаженому», «Мавпуля», «Агнець», «Старосвітський хлопчик», «Гадючник», «Дорога в нікуди»;
- Сент-Екзюпері — «Планета людей», «Нічний політ», «Лист до заручника», «Маленький принц»;
- Камю — «Чума», «Сторонній», «Падіння», «Обітнин камінь»;
- Клоделя — «Благовіщення Діві Марії»;
- Пруста — «У пошуках утраченого часу» (7 томів);
- Рабле «Ґарґантюа і Пантаґрюель»;
- Паскаля — «Думки»;
- Паньоля — «Спогади дитинства» (у співавторстві з Ганною Малець);
- стаття Етьєна Тевнена — «Голод 1932—1933 років в Україні очима французів, американців та інших людей заходу (сучасний погляд)»
- Анонім — «Сповідь киянина-еротомана». — Львів: Кальварія, 2004;
- Мішель Монтень — Проби: в 3 Т. / Пер. з фран. А. Перепаді. — Київ: Дух і Літера, 2005—2007. ISBN 966-7888-91-6
- П'єр Буль. Міст через річку Куай / переклад з французької Владислав Борсук та Анатоль Перепадя // Всесвіт. — 1992. — № 8. — С. 3–68.
- Жан Руо — «Вам у дар»;
- Шарль і Наталі Аннберг — «У сліпого пілота»;
- Сільві Жермен — «Книга ночей»;
- Данієль Дрод — «Колиска енерговітрів»;
- Нікола Буало — «Мистецтво поетичне» (вид. 1967), «Мистецтво поетичне. Герої з романів»;
- Бернар-Марі Кольтес — «Роберто Зукко»;
- Альфред Жаррі — «Убю король»;

з італійської
- Фава — «Достойні громадяни»;
- Шаша — «Будь-яким способом», «Кожному своє»;
- Щербаненка — «Приватна Венера», «Шість днів на роздуми»;
- Моравіа — «Увага до жінки»;
- Макіавеллі — «Флорентійські хроніки», «Державець» (1998);[4]
- Челліні — «Життєпис Бенвенуто, сина Маестро Джованні Челліні, Флорентинця, написаний ним самим у Флоренції»;
- трилогія Кальвіно — «Наші предки» («Розполовинений віконт», «Барон-верхолаз», «Лицар-невмирака»);
- Петрарки — «Канцоньєре»;
- Деледди — «Мати»;
- Піранделло — «Дурень»;
- Данте — «Нове життя»;
- Марчелло Вентурі — «Вулиця Горького, 8, квартира 106»;
- Італо Кальвіно — «Де взялися птахи», «Перший знак у Всесвіті. Поки Сонце світить», «Сонячна буря»;
- Джорджо Вазарі — «Життєписи найславетніших живописців, скульпторів та архітекторів»;
- Маріо Сольдаті — «Смерть Флока»;
- Діно Будзаті — «Уповільнювач часу»;

з іспанської
- Сервантеса — «Дон Кіхот» (частина друга) (розділи XXI—XXXV, LXI-LXXIV);
- Карпентьєра — «Розправа з методом»;
- Кортасара — «Гра в класи»;
- Маріо Варгас Льйоса — «Гість»
- Альфонсо Ґроссо — «Контракт»;
- «Народні казки Америки» (Київ: Веселка, 1989)

з португальської
- Амаду — «Велика пастка», «Малий баїянець»;
- Родрігеса — «Досвітні птахи». Повісті. — Київ: Молодь, 1984, 192 с.;
- Бернардо Ґімарайнш — «Шукач діамантів»;
- «Народні казки Європи» (Київ: Веселка, 1989)

з каталонської
- Сеабра — «Чи любиш ти Блеза Сандрара?»;
- Жоакін Пасу Д'Аркуш — «Спіймана лань»;
- Пере Калдерс — «Чотири оповідки про події, які важко пояснити»;

## Цитати
- Хай у автора  гарна стежка, але я йду своєю дорогою. Я відчуваю, так краще пройду його шлях, ніж ступаючи у його сліди. І в мене є якась індивідуальність, хай маленька!
- У той час активно друкували російські переклади, і  ми також про це мріяли. Іван Дзюба саме був редактором видавництва «Дніпро», Ростислав Доценко тільки повернувся з заслання, начитаний, видатний  літературознавець, відкривач талантів і забутих імен. …І нам хотілося того всього. Ми посилали тематичні плани, які мала затверджувати Москва, і з них все це акуратно викреслювали. Хай вони знайомляться, мовляв, тільки через Москву з цією великою літературою. А для України — хай перекладають своїх сусідів: болгар, словаків, чехів, поляків — і на тому кінець. Не тільки Москва викреслювала: не підтримувало перекладництва й «своє» начальство. КҐБ зібрав матеріали на кожного, і партія сказала, як треба діяти, а вони, мовляв, не слухаються, гнуть своє… Ми все ж таки мову відстоювали, розширювали  межі, за  які не пускали українську мову, аби вона вийшла на площі міста. Аби перекладати, наприклад, Пруста, треба було підняти цілий шар сучасної йому культури…Це зробив Лукаш. Він підняв усі шари, навіть ті, які не існували в українській літературі через її історичну долю. Він був геній у мові, на мою думку, він створив сучасну мову.
- Я думаю, найбільший талант, який мені дала доля — це дар сприймати життя таким, яке воно є. І радіти тому, що є.

## Вшанування пам'яті
У 2022 році на честь Перепаді в місті Олександрія була названа вулиця, центральна у місцевості Байдаківка.

## Нагороди і відзнаки
- 2001, 2005 — Премія Григорія Сковороди
- 1995 — Премія «Ars Translationis»
- 2004 — Орден мистецтва і літератури (Франція)
- Академічна пальмова гілка (Франція)